# クロムバッハ (ウンターフランケン)
クロムバッハ (ドイツ語: Krombach) は、ドイツ連邦共和国バイエルン州ウンターフランケン行政管区のアシャッフェンブルク郡に属す町村（以下、本項では便宜上「町」と記述する）であり、シェルクリッペン行政共同体の一員である。

## 地理

クロムバッハの地区図および土地利用図。ピンクが住宅地および商工業地、白が緑地および農耕地、緑が森林。

### 位置
クロムバッハは、バイエルンのウンターマイン、カールグルント地方のクロムバッハ川沿いにある。

### 自治体の構成
クロムバッハは、単一管区 (Gemarkung) に2つの地区 (Ortsteil) がある。
| 地区                | 地区                | 人口r |
| ------------------- | ------------------- | ----- |
| クロムバッハ        | Krombach            | 1.991 |
| オーバーシュール    | Oberschur           | 156   |
| クロムバッハ町 合計 | クロムバッハ町 合計 | 2.147 |

これらの地区はさらに4つの集落 (Ort) に細分される。
| 集落               | 集落       | 高度（海抜 m） | 地区             |
| ------------------ | ---------- | -------------- | ---------------- |
| ハウエンシュタイン | Hauenstein | 320            | クロムバッハ     |
| クロムバッハ       | Krombach   | 254            | クロムバッハ     |
| オーバーシュール   | Oberschur  | 319            | オーバーシュール |
| ウンターシュール   | Unterschur | 216            | クロムバッハ     |

かつてのオーバークロムバッハ、ミッテルクロムバッハ、ウンタークロムバッハの各地区は、集落構成上融合しており、クロムバッハ地区を形成している。

### 隣接する町村
クロムバッハは、北はガイゼルバッハ、東はシェルクリッペン、南東はブランケンバッハ、南から西にかけてはメムブリス（以上、いずれもアシャッフェンブルク郡）と境を接している。

## 地名

### 語源
クロムバッハという地名は、同名の小川クロムバッハ川に由来する。この川は、この町を流れ、グロースブランケンバッハでカール川に合流する。地元では、この町はクルミヒ (Krummich) と呼ばれる。

### 歴史的表記
歴史的な資料や文献に登場するこの町の表記には以下のものがある。
| - 1207年 Crumbach - 1237年 Crumbbach - 1240年 Crumppach | - 1250年 Crumbach - 1283年 Grumbach - 1380年 Krombach |

## 歴史

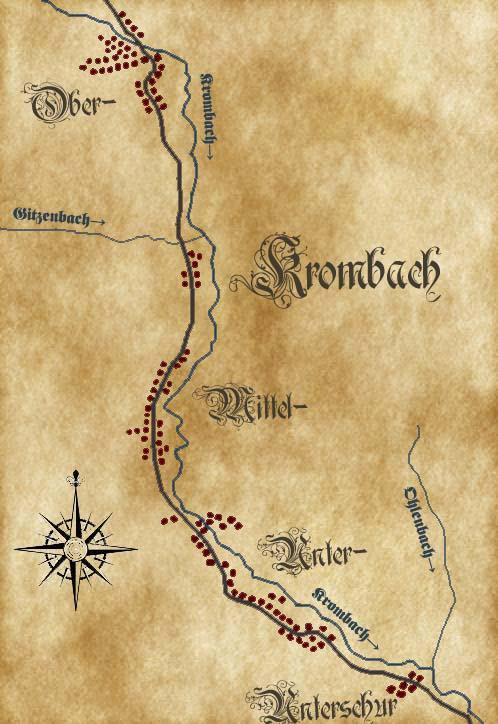
1850年頃のクロムバッハ

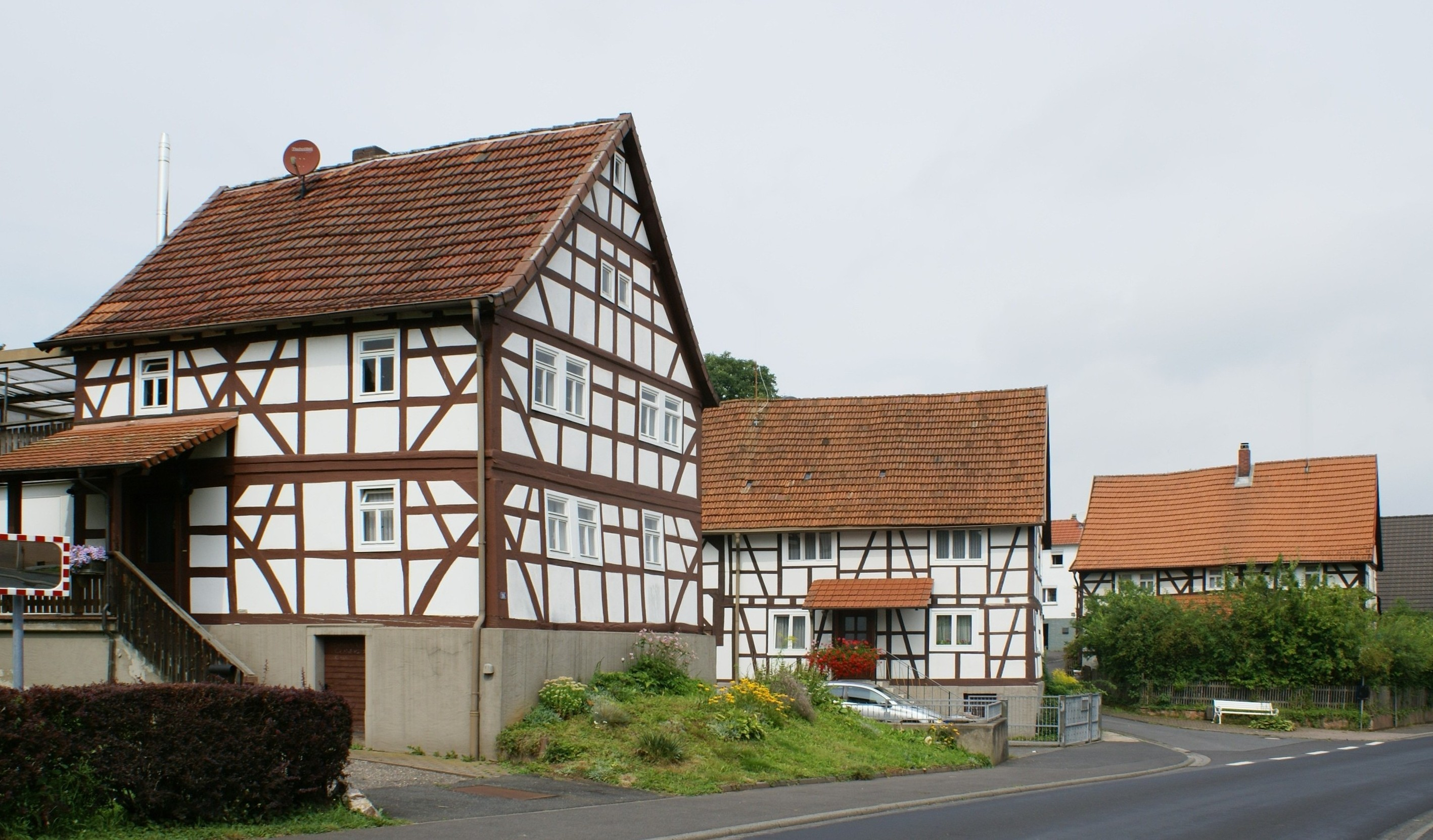
メインストリート沿いの木組み建築群

フランケン騎士クライスに属すシェーンボルン伯の領主権は、1806年にアシャッフェンブルク侯領に委譲され、フランクフルト大公国を経て、1814年にバイエルン王国のものとなった。バイエルンの行政改革に伴う1818年の市町村令によって現在の自治体が成立した。クロムバッハの領主裁判所は1849年に廃止された。
クロムバッハは、1862年7月1日に成立したベツィルクスアムト・アルツェナウに属した。この地方行政組織は1939年1月1日にアルツェナウ・イン・ウンターフランケン郡に改組された。この郡の廃止に伴い、クロムバッハは1972年7月1日に新たに創設されたアシャッフェンブルク郡に編入された。

### 人口推移
- 1970年: 1,501人
- 1987年: 1,772人
- 2000年: 2,178人
- 2013年: 2,152人

## 行政

### 議会
2014年3月16日の選挙以降、この町の議会は 14議席で構成されている。

### 首長
クロムバッハの町長はペーター・ザイツ (Unabhängige Bürgerliste Krombach) であり、2014年に選出された。

### 紋章
図柄: 頂部は3度交替する赤と金の帯（すなわち赤 - 金 - 赤 - 金の4本）。その下は赤地で、3連の銀の鋸歯図形の上に青い冠を被った双尾の金の獅子。
紋章の歴史: クロムバッハはその大部分がリーネック伯の所領で、領邦裁判所の所在地であった。この伯家は1559年に断絶し、この町はマインツ選帝侯の所領となった。1666年にシェーンボルン男爵家（後の伯家）がクロムバッハ裁判所を獲得した。この村は、伯家のカール川上流域における所領の中心に位置していた。シェーンボルン家の紋章から採られた獅子の意匠がこの領有関係を示している。紋章頂部の赤と金の帯が入れ替わるデザインはリーネック家の紋章から採られた。赤と銀の配色は、この村が属したマインツ選帝侯領の紋章に由来する。
この紋章は、1967年6月8日から使用されている。

## 経済と社会資本
1999年のこの町の税収は、87.1万ユーロで、このうち 12.4万ユーロが営業税であった。
1998年の公式統計では、製造業に 78人、商業および交通業に 78人の社会保険支払い義務のある労働者がいた。この町に住む社会保険支払い義務のある労働者の合計は 748人であった。加工業者はなく、建設業者が 6社ある。また、1999年の統計では、29軒の農家があり、農地は 490 ha であった。このうち 264 ha が耕作地、214 ha が緑地（放牧地）であった。

### 教育
以下の施設がある（2010年現在）
- 幼稚園と託児所
- 基礎課程学校

## 引用
1. ↑  https://www.statistikdaten.bayern.de/genesis/online?operation=result&code=12411-003r&leerzeilen=false&language=de Genesis-Online-Datenbank des Bayerischen Landesamtes für Statistik Tabelle 12411-003r Fortschreibung des Bevölkerungsstandes: Gemeinden, Stichtag (Einwohnerzahlen auf Grundlage des Zensus 2011)
2. ↑  2015年7月23日現在、VG Schöllkrippen -  Gemeinde Krombach - Zahlen & Fakten - Einwohner（2015年11月7日 閲覧）
3. ↑  Bayerische Landesbibliothek Online（2015年11月7日 閲覧）
4. 1 2  Wolf-Armin Frhr. v. Reitzenstein: Lexikon fränkischer Ortsnamen. Herkunft und Bedeutung. C.H.Beck, München 2009, ISBN 978-3-406-59131-0, S. 124.
5. ↑  バイエルン州統計局: 2014年3月16日のアシャッフェン郡に属す市町村の市町村議会議員選挙結果（2015年11月7日 閲覧）
6. ↑  Gemeinderat Krombach 2014（2015年11月7日 閲覧）
7. ↑  Bürgermeisterwahl Krombach 2014（2015年11月7日 閲覧）
8. ↑  Bayern Gemeinden - Gemeinde Krombach（2015年11月7日 閲覧）